# Militärflugplatz Boboc

i7
i11
i13
Die Baza Aeriană Boboc ist ein Militärflugplatz der rumänischen Luftstreitkräfte, 2 km nordwestlich von Boboc (Buzău). Die Basis liegt im Kreis Buzău, zirka 15 km nordöstlich der Kreisstadt Buzău.

## Geschichte
Am Standort oder in der Nähe des heutigen Flugplatzes befand sich bereits vor dem Zweiten Weltkrieg ein Flugplatz, der seinerzeit als Aerodromul Ziliştea-Boboc (Ziliştea ist heute Zilișteanca) bezeichnet wurde. Ziliştea war ein Vorkriegs-Schulflugplatz der Königlich Rumänischen Luftstreitkräfte. 
Die deutsche Luftwaffe nutzte den Flugplatz ab 1940/41 und begann in Folge mit seinem Ausbau. Hierzu gehört auch eine befestigte 1700 m lange Beton Start- und Landebahn, Hangare und Werkstätten sowie Unterkünfte für bis zu 3000 Mann. Der Platz wurde eine der wichtigsten Luftwaffenbasen in Rumänien. 
Die folgende Tabelle zeigt eine Auflistung aller fliegender aktiver Einheiten (ohne Schul- und Ergänzungsverbände) der Luftwaffe, die hier zwischen 1941 und 1944 stationiert waren.
| von         | bis          | Einheit                                                       | Ausrüstung                                          |
| ----------- | ------------ | ------------------------------------------------------------- | --------------------------------------------------- |
| März 1941   | März 1941    | I./LG 1 (I. Gruppe des Lehrgeschwaders 1)                     | Junkers Ju 88A                                      |
| April 1941  | April 1941   | I./LLG 1 (I. Gruppe des Luftlandegeschwaders 1)               | Junkers Ju 52, DFS 230                              |
| April 1941  | Juni 1941    | II./KG 4 (II. Gruppe des Kampfgeschwaders 4)                  | Heinkel He 111H                                     |
| Juni 1941   | Juli 1941    | III./KG 27                                                    | Heinkel He 111H                                     |
| Juli 1941   | Juli 1941    | I./LG 2                                                       | Messerschmitt Bf 109E                               |
| Juli 1941   | Juli 1941    | Stab/KG 51                                                    | Junkers Ju 88A                                      |
| Juli 1941   | Oktober 1941 | I./KG 51                                                      | Junkers Ju 88A                                      |
| 1943        | 1944         | 11./NJG 6 (11. Staffel des Nachtjagdgeschwaders 6)            | Messerschmitt Bf 110                                |
| April 1944  | April 1944   | IV./TG 1 (IV. Gruppe des Transportgeschwaders 1)              | Junkers Ju 52/3m                                    |
| April 1944  | April 1944   | I./TG 5                                                       | Messerschmitt Me 323                                |
| April 1944  | April 1944   | I./JG 52 (I. Gruppe des Jagdgeschwaders 52)                   | Messerschmitt Bf 109G                               |
| April 1944  | Mai 1944     | Stab, II./TG 5                                                | Messerschmitt Me 323, Arado Ar 232                  |
| April 1944  | Mai 1944     | 4./KG 26                                                      | Junkers Ju 88A                                      |
| April 1944  | Juni 1944    | II./JG 52                                                     | Messerschmitt Bf 109G                               |
| April 1944  | August 1944  | 3.(F)/Aufkl.Gr. 121 (3. Staffel der Fernaufklärungsgruppe 121 | Junkers Ju 188F-1                                   |
| April 1944  | Mai 1944     | Stab, 1./NAGr. 14                                             | Messerschmitt Bf 109G-6/U3, Messerschmitt Bf 109G-8 |
| Mai 1944    | Mai 1944     | I./SG 2 (I. Gruppe des Schlachtgeschwaders 2)                 | Junkers Ju 87D-5                                    |
| Mai 1944    | Mai 1944     | 14./KG 27                                                     | Heinkel He 111H-16                                  |
| Juni 1944   | August 1944  | Teile der I./KG 200                                           |                                                     |
| Juli 1944   | August 1944  | Stab/NAGr. 1                                                  | Messerschmitt Bf 110G-3                             |
| August 1944 | August 1944  | III./SG 2                                                     | Junkers Ju 87D-5, Junkers Ju 87G-2                  |
| August 1944 | August 1944  | 10.(Pz.)/SG 2                                                 | Junkers Ju 87D-5, Junkers Ju 87G-2                  |

Seit 1958 befindet sich in Boboc die 1953 gegründete Flugschule Scoala de Aplicatie a pentru Fortele Aeriene (SAFA), benannt nach Aurel Vlaicu.
Die Alouette III und An-2 waren bis 2002 in Buzău stationiert und wurden 2002 nach Boboc verlegt. Die IAK-52 trafen Ende 2003 aus Brașov-Ghimbav kommend in Boboc ein. Die L-29 und L-39 wurden im November 2005 bzw. Ende 2006 außer Dienst gestellt und nach einem tödlichen Unfall wurde die An-2-Flotte 2010 „gegroundet“.

## Heutige Nutzung
Die Basis wird (Stand 2018) von zwei Verbänden genutzt:
Flugschule Scoala de Aplicatie a pentru Fortele Aeriene „Aurel Vlaicu“ mit zwei Ausbildungsstaffeln:
Escadrila 1 Aviatie Instr. Faza AI-A, ausgerüstet mit IAK-52-Basistrainern und IAR-316B-Schulhubschraubern
Escadrila 2 Aviatie Instr. Faza AI-A, ausgerüstet mit IAR-99-Standard-Fortgeschrittenentrainern
Technische Schule Scoala Militara de Maistri si Subofiteri a Fortelor Aeriene „Traian Vuia“